# 모리스 머피
모리스 머피(Maurice Murphy, 1913년 10월 3일 ~ 1978년 11월 23일)는 미국의 배우이다.
시애틀에서 태어났으며 로스앤젤레스에서 사망하였다.

## 영화
- 리럭턴트 드래곤 (1941년)
- 일리노이의 에이브 링컨 (1940년)
- 상어섬의 죄수 (1936년)
- 십자군 (1935년)
- 프라이빗 월드 (1935년)
- 컬리 탑 (1935년)
- 순례여행 (1933년)
- 바다 아래 (1931년)
- 지옥의 천사들 (1930년)
- 서부 전선 이상 없다 (1930년)
- 스텔라 달라스 (1925년)